# Scutellista nigra
Scutellista nigra är en stekelart som beskrevs av Mercet 1910. Scutellista nigra ingår i släktet Scutellista och familjen puppglanssteklar. Inga underarter finns listade i Catalogue of Life.